# Penelope, la magnifica ladra
Penelope, la magnifica ladra (Penelope), è un film del 1966 diretto da Arthur Hiller e con protagonista Natalie Wood.

## Trama
Una cleptomane sottrae 60.000 dollari dalla banca dove lavora il marito, ma poi li restituisce. Confessa il tutto al marito ma questi non le crede. Nel frattempo viene accusata del furto un'altra donna; per scagionare quest'ultima e per attirare l'attenzione su di sé, la cleptomane rapina una seconda volta la stessa banca e consegna il bottino alla polizia. La donna è scagionata e lei non è arrestata perché il marito non sporge denuncia.